# Sniptjärnen, Hälsingland
Sniptjärnen är en sjö i Hudiksvalls kommun i Hälsingland och ingår i Harmångersåns huvudavrinningsområde. Sjön har en area på 0,0931 kvadratkilometer och ligger 266,3 meter över havet. Sjön avvattnas av vattendraget Gimmaån (Lingån).

## Delavrinningsområde
Sniptjärnen ingår i det delavrinningsområde (688090-154017) som SMHI kallar för Inloppet i Lennsjösjön. Medelhöjden är 321 meter över havet och ytan är 12,26 kvadratkilometer. Det finns inga avrinningsområden uppströms utan avrinningsområdet är högsta punkten. Gimmaån (Lingån) som avvattnar avrinningsområdet har biflödesordning 2, vilket innebär att vattnet flödar genom totalt 2 vattendrag innan det når havet efter 58 kilometer. Avrinningsområdet består mestadels av skog (90 procent). Avrinningsområdet har 0,09 kvadratkilometer vattenytor vilket ger det en sjöprocent på 0,8 procent.